# Amtsgericht Swinemünde

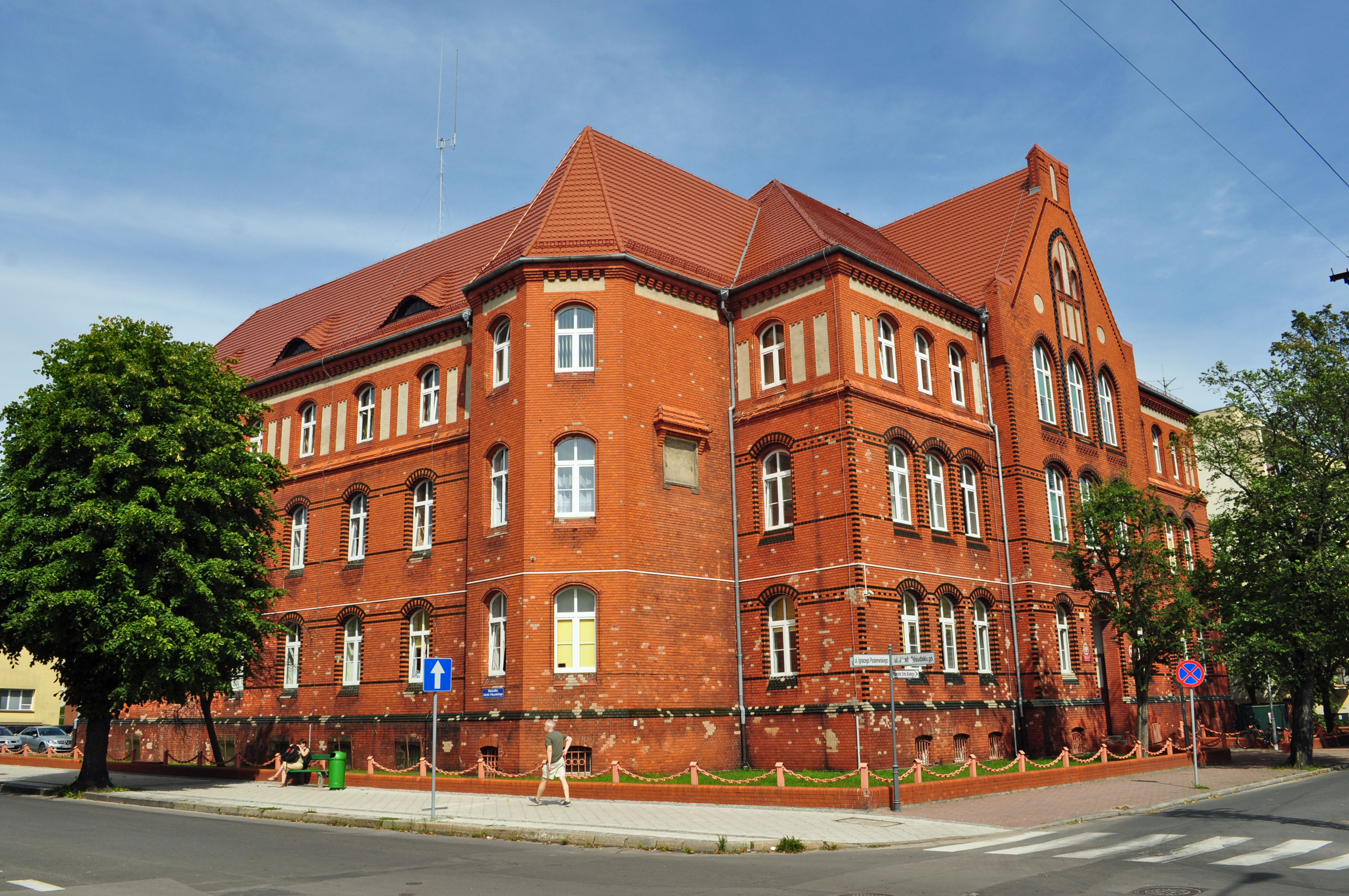
Ehem. Amtsgerichtsgebäude (2011)

Das Amtsgericht Swinemünde war ein preußisches Amtsgericht mit Sitz in der Stadt Swinemünde, Provinz Pommern.

## Geschichte
In Swinemünde bestand bis 1879 die Gerichtsdeputation Swinemünde des Kreisgerichts Anclam. Das königlich preußische Amtsgericht Swinemünde wurde mit Wirkung zum 1. Oktober 1879 als eines von 14 Amtsgerichten im Bezirk des Landgerichtes Stettin im Bezirk des Oberlandesgerichtes Stettin gebildet. Der Sitz des Gerichtes war die Stadt Swinemünde. Sein Gerichtsbezirk umfasste den Kreis Usedom-Wollin ohne die Teile, die den Amtsgerichten Cammin, Wolgast und Wollin zugeordnet waren. Am Gericht bestanden 1880 drei Richterstellen. Das Amtsgericht war damit ein mittelgroßes Amtsgericht im Landgerichtsbezirk. Gerichtstage wurden in der Stadt Usedom gehalten.
Im Jahre 1945 wurden der größte Teil Pommerns, darunter mit der Insel Wollin der östliche Teil des Sprengel des Amtsgerichtes Swinemünde, unter polnische Verwaltung gestellt und deutsche aus besagtem Gebiet meist vertrieben, im Oktober 1945 übergaben die Sowjets auch die Innenstadt Swinemündes und den östlichen Teil Usedoms an Polen, die Deutschen wurden ebenfalls vertrieben. Damit endete die Geschichte des Amtsgerichtes Swinemünde. Unter polnischer Verwaltung entstand das Sąd Rejonowy w Świnoujściu (1950–1975: Sąd Powiatowy w Świnoujściu). Der übrige Sprengel auf Usedom, mit Stadt Usedom, kam an andere Amtsgerichte. Bei deren Aufhebung in der DDR 1952 kam der deutsche Teil Usedoms ans Kreisgericht Wolgast.